# Bartholomew Griffin
Bartholomew Griffin, (B.G.) († 1602 ?) war ein englischer Dichter des elisabethanischen Zeitalters.

## Leben
Über sein Leben sind keine gesicherten Daten bekannt.

## Werke
Griffin ist durch seinen 1596 gedruckten Gedichtband "Fidessa, more chaste than kinde", bestehend aus 62 Sonetten (in gleicher Form wie Shakespeares Sonette) bekannt geblieben. Unter dem Namen Bartholomew Griffin ist während der elisabethanischen Zeit ansonsten kein anderes Werk bekannt.
Das dritte Sonnett aus Fidessa, beginnend mit  ‘Venus and yong Adonis sitting by her,” wurde  1599 in The Passionate Pilgrime von William Shakespeare abgedruckt.

## Bedeutung der Sonnette
Die Sonnette drücken die Klage eines Dichters über sein Schicksal, über seine Verbannung und über den Verlust seiner Identität aus.
Sonnet 13:
Compare me to the child that plays with fire,
Or to the fly that dieth in the flame,
Or to the foolish boy that did aspire
To touch the glory of high heaven's frame;
Compare me to Leander struggling in the waves,
Not able to attain his safety's shore,
Or to the sick that do expect their graves,
Or to the captive crying evermore;
Compare me to the weeping wounded hart,
Moaning with tears the period of his life,
Or to the boar that will not feel his smart
When he is stricken with the butcher's knife:
No man to these can fitly me compare;
These live to die, I die to live in care.